# Hoplitis illyrica
Hoplitis illyrica är en biart som först beskrevs av Noskiewicz 1926.  Hoplitis illyrica ingår i släktet gnagbin, och familjen buksamlarbin. Inga underarter finns listade i Catalogue of Life.